# Abuso de posición dominante
El abuso de posición dominante o abuso por posición dominante se refiere a una infracción prevista por el Derecho de la competencia, cuyo resultado podría ser sancionar a una empresa en situación de dominación, cuando aprovechándose de su posición comercial-productiva-tecnológica, dicha empresa evita las condiciones que normalmente debería imponerle el mercado, en lo que concierne por ejemplo a evolución de precios según oferta y demanda, calidad de productos o servicios, etc. En Europa, el comportamiento de una empresa puede ser sancionado por abuso de posición dominante, con base en el artículo 102 del Tratado de Funcionamiento de la Unión Europea –TFUE– (en inglés: Treaty on the Functioning of the European Union), si en mayor o menor grado ello afecta el comercio entre los Estados miembro de la Unión Europea. El control de este tipo de infracciones, forma parte de las competencias de la Comisión Europea.
El Derecho de la Unión Europea en materia de concurrencia es completado por las disposiciones nacionales tomadas por los Estados miembro de la Unión Europea, que implementa las sanciones del abuso de posición dominante. En Francia por ejemplo, la sanción por el abuso de posición dominante está prevista en el artículo L. 420-2 del Código de Comercio (Libro IV). La afectación a la competencia que es objeto de sanción, únicamente se constituye cuando la empresa u organización en cuestión está en posición dominante, cometiéndose abuso en esa situación.
En México, el abuso de posición dominante está regulado por la Ley Federal de Competencia Económica (LFCE), la cual establece que las prácticas monopólicas relativas son cualquier acto, contrato, convenio, procedimiento o combinación realizado por uno o más agentes económicos con poder sustancial dentro del mismo mercado relevante donde ocurren tales prácticas.
El objeto o efecto de estas conductas es desplazar de manera indebida a otros agentes económicos, impedir significativamente su acceso al mercado o crear ventajas exclusivas en beneficio de uno o varios agentes. Los organismos encargados de supervisar y sancionar estas prácticas son la Comisión Federal de Competencia Económica (COFECE), la cual es el regulador de competencia para toda la economía, con excepción de los sectores telecomunicaciones y radiodifusión, en los cuales la autoridad de competencia es el Instituto Federal de Telecomunicaciones (IFT).

## Descripción[4]
La dominación es una situación de hecho (nuevo artículo 102 TFUE, artículo anterior 82 CE) que está definido por el Tribunal de Justicia de la Unión Europea a través de un estándar jurisprudencial. Este estándar en el origen fue establecido por la decisión United Brands de 1978, retomada por la decisión de Hoffmann - La Roche del año 1979:

Any abuse by one or more undertakings of a dominant position within the common market or in a substantial part of it shall be prohibited as incompatible with the internal market in so far as it may affect trade between Member States.
Traducción al español: Cualquier abuso por parte de una o varias empresas con una posición dominante dentro del Mercado Común o en una parte sustancial del mismo, será prohibido por incompatible con el mercado interno, en la medida en que esto puede afectar el comercio entre los Estados miembro.

Situación de poder económico de una empresa, que le da el poder de obstaculizar la libre competencia en un mercado, a través de la posibilidad de aplicar un comportamiento independiente frente a sus concurrentes.
Para que el comportamiento sea objeto de una sanción por parte de una autoridad de concurrencia (o por un juez), la empresa debe efectivamente de abusar de su posición. El abuso de posición se caracteriza por « un específico comportamiento orientado a influenciar la estructura del mercado (en donde por lo general el grado de concurrencia ya está algo disminuido precisamente por la posición dominante de la empresa en cuestión) », de modo de introducir obstáculos y/o recurrir a procedimientos diferentes de los que gobiernan la competencia normal de los productos o servicios ofrecidos.
Ejemplos de abusos sancionables son rechazar ventas según su origen, o realizar ventas discriminatorias en cuanto a los precios, o imponer precios predatorios y/o condiciones comerciales desequilibradas según quien compre o venda.

### Abuso de posición dominante en México
En México, el marco normativo establece que la mera existencia de una posición dominante no es ilegal. Lo que se prohíbe es el abuso de esa posición, referida al uso indebido del poder sustancial que un agente económico tiene dentro de un mercado relevante para influir en las condiciones de competencia. Este comportamiento se encuentra regulado como parte de las prácticas monopólicas relativas según la Ley Federal de Competencia Económica (LFCE).
El artículo 56 de la LFCE explica los supuestos bajo los cuales estas prácticas pueden ser sancionadas. Entre ellos se encuentran: la imposición de condiciones de distribución y comercialización exclusivas; la fijación de precios o condiciones de venta desleales; la venta condicionada a la adquisición de otros bienes o servicios distintos; la restricción para comerciar con terceros; la concentración entre agentes económicos para perjudicar a otro agente económico; la negativa unilateral y constante a proporcionar bienes normalmente ofrecidos a terceros; la venta por debajo del costo medio variable, o por debajo del costo medio total (pero por arriba de su costo medio variable), para desplazar a competidores y recuperar pérdidas a través de incrementos futuros en los precios; y la discriminación de precios o condiciones de venta entre compradores o vendedores en situaciones equivalentes, entre otras prácticas.
Según el artículo 55 de la LFCE, las prácticas monopólicas relativas serán sancionadas únicamente si generan efectos anticompetitivos y no puedan justificarse con ganancias en eficiencia que contribuyan favorablemente a la competencia económica, mejoren el bienestar del consumidor y superen sus posibles efectos anticompetitivos.
Entre las posibles ganancias en eficiencia que pueden justificar ciertas prácticas, se incluyen:
- La introducción de nuevos bienes o servicios.
- Beneficios generados a partir de saldos, productos defectuosos o perecederos.
- La disminución de costos debido al uso de nuevas técnicas de producción, implementación de activos, aumentos en la producción y la producción de bienes o servicios distintos, con los mismos factores de producción.
- Implementación de mejoras tecnológicas para la producción de bienes o servicios nuevos o mejorados.
- La combinación o recuperación de activos o inversiones que mejoren la calidad o aumenten las cualidades de los bienes o servicios.
- El aumento en la calidad, las inversiones y su recuperación, oportunidad y servicio, con efectos positivos en la cadena de distribución.
- Cualquier otra práctica que supere sus efectos anticompetitivos derivada de un impacto positivo neto en el bienestar del consumidor.[2][3]

## Ley
En Francia, la noción de «abuso de posición dominante» fue introducida en el Derecho francés el 2 de julio de 1963. En el artículo L.420-421 del Código de Comercio, se establece :

Est prohibée, dans les conditions prévues à l'article L. 420-1, l'exploitation abusive par une entreprise ou un groupe d'entreprises, d'une position dominante sur le marché intérieur ou une partie substantielle de celui-ci. Ces abus peuvent notamment consister en refus de vente, en ventes liées ou en conditions de vente discriminatoires, ainsi que dans la rupture de relations commerciales établies, au seul motif que le partenaire refuse de se soumettre à des conditions commerciales injustifiées.
Traducción al español: Está prohibido, en las condiciones previstas en el artículo L. 420-1, la explotación abusiva por parte de una empresa o de un grupo de empresas, de una posición dominante sobre el mercado interior o una parte sustancial del mismo. Estos abusos pueden consistir en rechazo de venta o ventas ligadas, o en ventas en condiciones discriminatorias, así como en la posible ruptura de relaciones comerciales establecidas con el único motivo de que una de las partes se rehúsa a someterse a condiciones comerciales injustificadas.

En México, la noción de «abuso de posición dominante» se incorporó al marco jurídico con la promulgación de la Ley Federal de Competencia Económica (LFCE) el 24 de diciembre de 1992. Esta legislación ha tenido una serie de reformas, siendo la versión más reciente de la LFCE, la publicada en el Diario Oficial de la Federación el 20 de mayo de 2021. En el artículo 54 de la LFCE, se establece que: 

Se consideran prácticas monopólicas relativas, las consistentes en cualquier acto, contrato, convenio, procedimiento o combinación que: 
I. Encuadre en alguno de los supuestos a que se refiere el artículo 56 de esta Ley; 
II. Lleve a cabo uno o más Agentes Económicos que individual o conjuntamente tengan poder sustancial en el mismo mercado relevante en que se realiza la práctica, y 
III. Tenga o pueda tener como objeto o efecto, en el mercado relevante o en algún mercado relacionado, desplazar indebidamente a otros Agentes Económicos, impedirles sustancialmente su acceso o establecer ventajas exclusivas en favor de uno o varios Agentes Económicos.